# Jaderná elektrárna Ning-te
Jaderná elektrárna Ning-te (čínsky znaky tradiční 宁德核电站) je provozní jaderná elektrárna v Číně. Nachází se v provincii Fu-ťien v městské prefektuře Ning-te. Elektrárnu vlastní a provozuje společnost Fujian Ningde Nuclear Power Company.

## Historie a technické informace

### Počátky
Lokalitu Ning-te si pro jadernou elektrárnu vybrala skupina Guangdong Nuclear Power Group 1. dubna 2004. O projekt v roce 2006 projevila zájem i hongkongská soukromá energetická společnost Datang Corporation, která v něm získala podíl přibližně 49 %. Důvodem pro výběr této lokality pro jadernou elektrárnu byla především skutečnost, že nejsilnější hospodářský růst byl ve východní pobřežní oblasti Číny a uhelné elektrárny v této oblasti trpěly chronickým nedostatkem uhlí, které muselo být dováženo ze západní a severní Číny. Skupina Guangdong Nuclear Power Group původně plánovala postavit pouze dva reaktory, každý s kapacitou 1000 MW za přibližně 2,9 miliardy amerických dolarů. Dne 23. března 2006 založily skupiny Guangdong Nuclear Power Group a Datang Corporation společnou provozní společnost Fujian Ningde Nuclear Power Company Limited. Vzhledem k počtu zájemců a odpovídající poptávce po elektřině byly plány upraveny a byla plánována jaderná elektrárna se šesti bloky, z nichž měly být zatím postaveny čtyři. 

### Bloky 1 až 4
První fáze výstavby původně počítala s výstavbou čtyř reaktorů, každý o výkonu 1000 MW. Národní rozvojová a reformní komise tento projekt schválila v září 2006. Místní průmysl měl dodat přibližně 75 % komponentů pro bloky 1 a 2 a u třetího a čtvrtého bloku se měl podíl regionálních společností na dodávkách zvýšit na přibližně 85 %. Náklady na první fázi rozšíření měly činit přibližně 51 miliard juanů (7,2 miliardy amerických dolarů). Přípravné práce na staveništi začaly v listopadu 2007. Jaderná elektrárna měla parametry reaktorů kopírovat jadernou elektrárnu Lin-chao, přesněji její loky 3 a 4.

#### Výstavba
Slavnostním ceremoniálem na staveništi byla 18. února 2008 zahájena výstavba prvního bloku. Výstavba konvenční části bloků 1 a 2 začala 13. července. Výstavba druhého bloku začala 12. listopadu 2008. Dne 17. dubna 2009 byla podepsána smlouva se společností Areva na dodávku oběhových čerpadel pro jaderné elektrárny Jang-ťiang a Ning-te, jelikož reaktory CPR-1000 jsou založeny na francouzském modelu reaktoru Framatome M310. Odlévání kontejnmentů začalo 27. srpna 2009. Do této doby byly kompletně odlity pouze základy prvních dvou bloků, které se staví jako dvojité bloky. Datum bylo záměrně zvoleno, protože se jednalo o 60. výročí Národního dne Čínské lidové republiky. Dne 27. listopadu 2009 byla kopule první reaktorové budovy vyzdvižena na kontejnment, čímž byly dokončeny konvenční práce na budově 1. bloku. Dne 8. ledna 2010 začala výstavba třetího bloku s 23 denním předstihem. Na rozdíl od ostatních reaktorů měl být 3. blok první, který byl vybaven digitálním řídicím systémem vyrobeným v Číně. Přibližně ve stejnou dobu dosáhly práce na druhém bloku svého vrcholu. Dne 22. ledna 2010, s 98denním předstihem, začala výstavba konvenčních budov, turbínových hal třetího a čtvrtého bloku. Dne 8. srpna 2010 byla na kontejnment umístěna kopule druhé reaktorové budovy, a to o 60 dní dříve (dle World Nuclear News o 60 dní dříve). Dne 29. září 2010 byla zahájena výstavba čtvrtého bloku jaderné elektrárny, čímž se s jadernou elektrárnou Chung-jen-che stala jednou z mála jaderných elektráren v Číně, kde se stavěly 4 bloky najednou. Dne 7. března 2011 byl uveden do provozu rozvaděč 220 kV pro oba bloky pro vnitřní napájení. Dne 7. dubna 2011 dorazila na staveniště tlaková nádoba reaktoru prvního bloku. Tlakovou nádobu vyrobila společnost Dongfang Electric Corporation. Dne 26. srpna 2011 byla na kontejnment umístěna kopule třetí reaktorové budovy, přibližně o 80 dní dříve, než bylo plánováno. Dne 28. listopadu 2011 byl první blok uveden do studeného zkušebního provozu. Dne 5. května 2012 byla na kontejnment umístěna kopule reaktorové budovy čtvrtého bloku. Dne 28. prosince 2010 začalo zavážení paliva do prvního reaktoru. Dne 3. května 2013 byla dokončena instalace tří parogenerátorů ve třetím bloku. Dne 23. května 2013 byla tlaková nádoba třetího bloku vyzdvižena do konečné polohy. Dne 16. srpna 2013 vstoupil druhý blok do horkého zkušebního provozu. Dne 7. února dorazila na místo tlaková nádoba reaktoru čtvrtého bloku.

#### Uvedení do provozu
Podle plánu měly všechny čtyři bloky zahájit provoz mezi lety 2012 a 2015. Dne 28. prosince 2012 byl první blok poprvé synchronizován s elektrickou sítí. Dne 23. února 2013 se u bloku zpočátku vyskytly problémy s kondenzačními čerpadly, která zpočátku dodávala pouze nestabilní chladicí vodu a způsobovala kolísání teploty v systémech. Opravy čerpadel problém vyřešily a omezily kolísání na asi 4°C. Po různých elektrických testech s čerpadly pracujícími na 75 až 87 % výkonu vydal dozorový orgán 6. března 2013 souhlas se zahájením provozu bloku na plné zatížení s 90 % výkonu. Dne 6. března 2013 blok poprvé běžel na plné zatížení. Následovaly různé simulované havarijní situace, při kterých byl testován bezpečnostní systém bloku. Blok byl uveden do komerčního provozu 18. dubna 2013. Blok překročil původní harmonogram 56 měsíců od zahájení výstavby do komerčního uvedení do provozu celkem o čtyři měsíce a dosažení pravidelného provozu trvalo celkem 60 měsíců. Dne 4. ledna 2014 v 15:11 místního času byl druhý blok oficiálně synchronizován s elektrickou sítí. Dne 20. února 2014 běžel blok poprvé na plné zatížení. ne 4. května 2014 byl blok převeden do komerčního provozu. Dne 7. března 2015 bylo v třetím bloku poprvé dosaženo kritičnosti v reaktoru a 21. března ve 20:08 byl synchronizován se sítí. Blok byl převeden do komerčního provozu 10. června 2015. Dne 31. prosince 2015 začalo zavážení prvního jaderného paliva do 4. bloku, které bylo dokončeno 3. ledna 2016. Dne 29. března 2016 byl 4. blok oficiálně uveden do provozu jako 32. jaderný reaktor v Číně. Dne 21. července 2016 blok vstoupil do komerčního provozu.

### Bloky 5 a 6
Ve druhé fázi výstavby měla být jaderná elektrárna rozšířena o dva další reaktory, každý s výkonem 1000 MW. Umístění bloků je zvláštní, protože se nacházejí na blízkém ostrůvku, kvůli čemuž musel být v rámci propojení postaven most. Ostrov byl rozšířen, aby se na něj bloky vešly. Původně bylo plánováno vybavit bloky stejnými reaktory CPR-1000, které jsou generace II+, ale po havárii elektrárny Fukušima v Japonsku bylo rozhodnuto o změně modelu reaktoru na ACPR-1000, který je III. generace. V srpnu 2015 společnost China General Nuclear Power Corporation však prohlásila, že pro výstavbu pátého a šestého bloku použije dva reaktory Hualong One. Dne 23. února 2016 společnost oznámila, že požádala o schválení pro oba bloky.

#### Výstavba
Původně se předpokládalo, že výstavba pátého bloku začne v roce 2016 a šestého v roce 2017. Uvedeny do provozu měly být v letech 2021 a 2022. Výstavba pátého bloku byla zahájena dne 27. července 2024 a šestý blok se má začít stavět v roce 2025.

## Informace o reaktorech
| Reaktor   | Typ reaktoru | Výkon   | Výkon   | Zahájení výstavby | Připojení k síti | Uvedení do provozu | Uzavření |
| Reaktor   | Typ reaktoru | Čistý   | Hrubý   | Zahájení výstavby | Připojení k síti | Uvedení do provozu | Uzavření |
| --------- | ------------ | ------- | ------- | ----------------- | ---------------- | ------------------ | -------- |
| Ning-te-1 | CPR-1000     | 1018 MW | 1089 MW | 18. 2. 2008       | 28. 12. 2012     | 15. 4. 2013        |          |
| Ning-te-2 | CPR-1000     | 1018 MW | 1089 MW | 12. 11. 2008      | 4. 1. 2014       | 4. 5. 2014         |          |
| Ning-te-3 | CPR-1000     | 1018 MW | 1089 MW | 8. 1. 2010        | 21. 3. 2015      | 10. 6. 2015        |          |
| Ning-te-4 | CPR-1000     | 1018 MW | 1089 MW | 29. 9. 2010       | 29. 3. 2016      | 21. 7. 2016        |          |
| Ning-te-5 | Hualong One  | 1117 MW | 1210 MW | 28. 7. 2024       |                  | 2029               |          |
| Ning-te-6 | Hualong One  | 1117 MW | 1210 MW | 2025              |                  | 2030               |          |